# Retslingvistik
Retslingvistik er en forskningsdisciplin, som studerer fænomener der både er retlige og sproglige. Det er en tværvidenskabelig disciplin, som udgør et selvstændigt forskningsområde i grænselandet mellem retsvidenskab og sprogvidenskab og ofte bygger på samarbejde mellem jurister og sprogforskere. Det kan ses som en form for anvendt lingvistik.

## Eksempler på forskningsspørgsmål inden for retslingvistikken
Det centrale udgangspunkt for retslingvistikken er, at retten anses for at være grundlæggende afhængig af sprog og sproglig interaktion i en samfundsmæssig, kulturel, historisk og institutionel kontekst. Med dette udgangspunkt beskæftiger retslingvistikken sig f.eks. med spørgsmål som de følgende:
- Hvordan udvikler juridiske begreber sig?
- Hvorfor ser det juridiske sprog ud som det gør?
- Hvilken rolle spiller sproget og de sproglige formuleringer ved fortolkningen af love, både i etsprogede og flersprogede retssystemer?
- Hvilken rolle spiller oversættelse og tolkning for rettens udøvelse, fx i retssager?
- Hvilken rolle spiller rettens udøvelse for måden, oversættelse og tolkning udføres på, fx i retssager?
- Hvordan gør man love og afgørelser mere forståelige for borgerne?
- Hvordan sørger advokater for, at deres klienter forstår dem?
- Hvordan påvirker den måde, advokater bruger sproget på i retten udfaldet af retssagen?
- Hvordan oplever parter og tiltalte i en retssag kommunikationen med dommeren i en retssal?
- Hvordan interagerer de forskellige parter (dommere, parter, tiltalte, vidner, advokater) i en retssal?
- Hvordan skriver man love og domme i forskellige lande?

## Underområder
Begrebet retslingvistik kan bruges om hele området, men også om specifikt om kriminalretslingvistikken som undersøger, hvordan sprogvidenskabelige metoder kan anvendes i forbindelse med bevisførelsen i retssager. Den forensiske lingvistik anvendes bl.a., når man skal finde frem til, om en tiltalt har skrevet et trusselsbrev (ophavsanalyse). Retsfonetik (eller kriminalfonetik) bruger fonetiske metoder til undersøgelsen af lydligt bevismateriale, fx i spørgsmål om hvad der siges, og hvem der taler på en optagelse. Udover kriminalretslingvistikken undersøger disciplinen også juridisk sprog og sprogbrug, fx som genre, i formidling af juridiske forhold og i retsystemets interaktioner som afhøringer og retssager.

## Eksterne links

### Organisationer og netværk
- RELINE http://jura.ku.dk/reline/dansk/ Arkiveret 28. april 2012 hos  Wayback Machine (Retslingvistisk Netværk – forskningsnetværk, finansieret af Forskningsrådet for Samfund og Erhverv)
- ILLA http://www.illa.org/ (International Language and Law Association)
- Semiotics of Law http://semioticsoflaw.com/site/home.php Arkiveret 9. maj 2013 hos  Wayback Machine
- Clarity http://www.clarity-international.net/index.html Arkiveret 8. februar 2012 hos  Wayback Machine (An International association promoting clear legal language)
- ACLL http://www.jur.uva.nl/acll Arkiveret 20. december 2011 hos  Wayback Machine (Amsterdam Circle for Law and Language)
- Sprache und Recht – Arbeitskreis der Universität Regensburg http://www-spracheundrecht.uni-regensburg.de/ Arkiveret 22. marts 2012 hos  Wayback Machine
- Recht und Sprache http://www.recht-und-sprache.de/
- IAFL http://www.iafl.org/ Arkiveret 4. maj 2012 hos  Wayback Machine (International Association of Forensic Linguistis)
- International Journal of Speech Language and the Law http://www.equinoxpub.com/IJSLL Arkiveret 16. januar 2012 hos  Wayback Machine

### Tidsskrifter
- International Journal for the Semiotics of Law http://www.springer.com/law/journal/11196
- Zeitschrift für Europäische Rechtslinguistik http://www.zerl.uni-koeln.de/
- International Journal of Law, Language and Discourse http://www.ijlld.com/ Arkiveret 18. januar 2012 hos  Wayback Machine
- Electronic Journal Language & Law http://www.languageandlaw.de/
- International Journal of Speech Language and the Law http://www.equinoxpub.com/IJSLL Arkiveret 16. januar 2012 hos  Wayback Machine
- Clarity http://www.clarity-international.net/journal.html Arkiveret 8. februar 2012 hos  Wayback Machine

### Centrale bøger om retslingvistiske emner
- Tiersma, Peter. M (1999): Legal Language, Chicago:University of Chicago Press
- Busse, Dietrich (1992): Recht als Text. Linguistische Untersuchungen zur Arbeit mit Sprache in einer gesellschaftlichen Institution, Tübingen: Max Niemeyer Verlag.
- Mattila, Heikki E.S. (2006): Comparative Legal Linguistics, England&USA: Ashagate Publishing Company.
- Solan, Lawrence M.(author) & Peter M. Tiersma (ed.) (2012): The Oxford Handbook of Language and Law (Oxford Handbooks in Linguistics), Oxford: Oxford University Press
- Melinkoff, David (1963): The Language of the Law, Little Brown & Co Law and Business.
- Cornu, Gérard (2005): Linguistique juridique, (3eme édition), Domat droit privé, France: Montchresien.
- Sarcevic, Susan (2000): New Approach to Legal Translation, The Hague: Kluwer Law I
- Bernhard Jackson (1995): Making Sense in Law. Linguistic, Psychological and Semiotic Perspectives, Liverpool: Deborah Charles Publications.
- Elizabeth Mertz (2007): The Language of Law School: Learning to “Think Like a Lawyer”, USA: Oxford University Press